# 尼古拉斯·纪廉
尼古拉斯·纪廉（西班牙語：Nicolás Guillén，1902年7月10日—1989年7月16日），古巴诗人。出生于卡马圭，曾经在哈瓦那大学学习法律，但此后成为了一名记者。曾对西班牙内战进行报导。古巴革命后返回古巴。1961年担任古巴作家和艺术家联合会主席。1954年获得斯大林和平奖。

## 中文译本
- 纪廉. . 拉丁美洲文学丛书. 由亦潜翻译. 人民文学出版社. 1959年5月. CSBN 10019·1203.
- 纪廉. . 文学小丛书. 由亦潜翻译. 人民文学出版社. 1959年. CSBN 10019·1106.